# Liste von Persönlichkeiten der Stadt Manchester
Die folgende Liste enthält in Manchester geborene Persönlichkeiten, chronologisch aufgelistet nach dem Geburtsjahr. Ob die Personen ihren späteren Wirkungskreis in Manchester hatten oder nicht, ist dabei unerheblich. Viele sind im Laufe ihres Lebens von Manchester weggezogen und andernorts bekannt geworden. Die Liste erhebt keinen Anspruch auf Vollständigkeit.

## In Manchester geborene Persönlichkeiten

### Bis 1850
- Ann Lee (1736–1784), Gründerin der amerikanischen Freikirche der Shaker
- William Henry (1774–1836), Chemiker
- Thomas De Quincey (1785–1859), Schriftsteller, Essayist und Journalist
- Thomas Phillipps (1792–1872), Büchersammler
- Edwin Chadwick (1800–1890), Beamter
- Alfred Julius Becher (1803–1848), Musikkritiker und Beteiligter am Wiener Oktoberaufstand von 1848
- William Harrison Ainsworth (1805–1882), Schriftsteller
- William Rathbone Greg (1809–1881), Schriftsteller und Sozialphilosoph
- Lydia Becker (1827–1890), Frauenrechtlerin
- Henry Wilde (1833–1919), Ingenieur
- Marshall Wood (1834–1882), Bildhauer und Medailleur
- William Thierry Preyer (1841–1897), Physiologe
- Joseph Henry Blackburne (1841–1924), Schachmeister
- William Thierry Preyer (1841–1897), Physiologe
- Ernest Preyer (1842–1917), Maler und Autor
- Louis Eysen (1843–1899), Landschafts- und Portraitmaler
- Annie Swynnerton (1844–1933), Malerin und Frauenrechtlerin
- Frances Hodgson Burnett (1849–1924), Schriftstellerin
- John Hopkinson (1849–1898), Physiker und Elektroingenieur

### 1851 bis 1900
- Elihu Thomson (1853–1937), Elektroingenieur, Erfinder und Unternehmer
- Eduard Arning (1855–1936), Dermatologe und Lepraforscher
- Joseph John Thomson (1856–1940), Physiker und Nobelpreisträger
- Edwin Mackinnon Liebert (1858–1908), britisch-deutscher Maler
- Emmeline Pankhurst (1858–1928), Theoretikerin, Suffragette und Frauenrechtlerin
- John George Adami (1862–1926), Pathologe
- William Lorimer (1861–1934), Politiker
- John Noble Barlow (1861–1917), Maler
- Charles Hayden Coffin (1862–1935), Schauspieler und Sänger
- Richard Gottheil (1862–1936), Semitist und Professor für Rabbinische Literatur
- David Lloyd George (1863–1945), Politiker
- Marmaduke Barton (1865–1938), Pianist, Musikpädagoge und Komponist
- Arthur Harden (1865–1940), Chemiker
- Elliott Woods (1865–1923), Architekt
- Samuel Turner (1869–1929), Bergsteiger
- Thomas Coe (1873–1942), Wasserballspieler
- John Allsebrook Simon, 1. Viscount Simon (1873–1954), Jurist und Politiker
- John Derbyshire (1878–1938), Schwimmer und Wasserballspieler
- Alfred Ambler (1879–1940), Fußballspieler
- Peter Blackmore (1879–1937), Fußballspieler
- Alice Bailey (1880–1949), Theosophin, Esoterikerin und Autorin
- John Foulds (1880–1939), Komponist
- Christabel Pankhurst (1880–1958), Suffragette
- Jack Reynolds (1881–1962), Fußballspieler und Fußballtrainer
- Harry Edwin Wood (1881–1946), Astronom
- Harry Bateman (1882–1946), Mathematiker
- Sylvia Pankhurst (1882–1960), Aktivistin in der Suffragettenbewegung
- Robert Stephen Adamson (1885–1965), Botaniker
- Gerald Boland (1885–1973), Politiker
- Charles Forsyth (1885–1951), Wasserballspieler
- Frank Kingdon-Ward (1885–1958), Pflanzensammler
- George Zucco (1886–1960), Film- und Theaterschauspieler
- William Dean (1887–1949), Wasserballspieler
- Dorothy Lamb (1887–1967), Archäologin
- Lawrence Stephen Lowry (1887–1976), Künstler
- Harry Arnold Baylis (1889–1972), Helminthologe
- George Anderson (1891–1959), Fußballspieler
- George Kay (1891–1954), Fußballspieler und -trainer
- Lilyan Irene (1892–1979), Schauspielerin
- Harold Laski (1893–1950), Politikwissenschaftler, Ökonom, Autor und Dozent
- George Owen (1893–1966), Radrennfahrer
- John Sibbit (1895–1950), Radrennfahrer

### 1901 bis 1910
- Douglas Lowe (1902–1981), Leichtathlet
- Frank Yates (1902–1994), Statistiker
- George Coulouris (1903–1989), Schauspieler
- Eric Fogg (1903–1939), Komponist, Organist, Pianist und Dirigent
- Jimmy Cookson (1904–1970), Fußballspieler
- Robert Donat (1905–1958), Schauspieler
- Max Catto (1907–1992), Schriftsteller
- Ernest Marples, Baron Marples (1907–1978), Minister und Bauunternehmer
- Florence Barker (1908–1986), Schwimmerin
- Syd Cozens (1908–1985), Bahnradsportler
- Winston Graham (1908–2003), Schriftsteller
- Ernest Higgins (1908–1996), Radrennfahrer
- Brian Easdale (1909–1995), Komponist und Dirigent
- Leonard Isaacs (1909–1997), englisch-kanadischer Pianist, Musikpädagoge und Komponist
- Helmut Kramer (1910–2011), Theologe
- Alfred Robens (1910–1999), Gewerkschaftsfunktionär, Politiker und Industriemanager
- James Borland (1910–1970), Eishockeyspieler

### 1911 bis 1920
- Don Welsh (1911–1990), Fußballspieler und -trainer
- Paul Dehn (1912–1976), Drehbuchautor und Filmproduzent
- Kathleen Ollerenshaw (1912–2014), Mathematikerin und Politikerin
- John William Sutton Pringle (1912–1982), Zoologe
- Alf Ainsworth (1913–1975), Fußballspieler
- Marjorie Deane (1914–2008), Wirtschaftsjournalistin
- Brenda de Banzie (1915–1981), Schauspielerin
- Margery Hinton (1915–1996), Schwimmerin
- Marghanita Laski (1915–1988), Journalistin und Schriftstellerin
- Cecelia Wolstenholme (1915–1968), Schwimmerin
- Michael Dunlop Young (1915–2002), Soziologe und Politiker
- David Halliday (1916–2010), US-amerikanischer Physiker
- Anthony Burgess (1917–1993), Schriftsteller und Komponist
- Sefton D. Temkin (1917–1996), britisch-amerikanischer Historiker
- Brenda Milner (* 1918), Psychologin
- Jack Boothway (1919–1979), Fußballspieler
- Tony Crook (1920–2014), Rennfahrer
- Lee Elias (1920–1998), Comiczeichner
- Donald Hewlett (1920–2011), Schauspieler
- Louis Jacobs (1920–2006), Theologe und Rabbiner der New London Synagogue

### 1921 bis 1930
- Brian Bagnall (1921–2004), Cartoonist, Illustrator und Buchautor
- Edward Salim Michael (1921–2006), Komponist und Autor
- Sam Tingle (1921–2008), Formel-1-Rennfahrer
- Alan Badel (1923–1982), Theater- und Filmschauspieler
- Joel Barnett (1923–2014), Politiker
- Arthur Butterworth (1923–2014), Komponist, Dirigent und Musikpädagoge
- Bill Grundy (1923–1993), Fernsehmoderator
- Francis Wood (1924–1976), Fußballspieler
- Duncan Hallas (1925–2002), Aktivist
- Jim Allen (1926–1999), Bühnenschriftsteller und Drehbuchautor
- Don Arden (1926–2007), Musikmanager
- Dennis Sciama (1926–1999), Professor für Physik
- Derek Bowett (1927–2009), Rechtswissenschaftler
- Claude Whatham (1927–2008), Fernseh- und Filmregisseur
- Yehuda Avner (1928–2015), Diplomat
- Paul Johnson (1928–2023), Journalist, Historiker und Autor
- Cyril Peacock (1928–1992), Bahnradsportler
- Billy Redman (1928–1994), Fußballspieler
- Eric Bell (1929–2012), Fußballspieler
- Don Gibson (* 1929), Fußballspieler
- Maurice Flitcroft (1929–2007), Golfer
- Joe Brown (1930–2020), Kletterer und Bergsteiger
- Burt Kwouk (1930–2016), Schauspieler

### 1931 bis 1940
- Eric Anderson (1931–1990), Fußballspieler
- Jack Rosenthal (1931–2004), Dramatiker und Drehbuchautor
- John Heap (1932–2006), Geograph und Polarforscher
- John Lyons (1932–2020), Sprachwissenschaftler
- Don Estelle (1933–2003), Schauspieler und Sänger
- Jeffrey Goldstone (* 1933), Physiker
- Don Knight (1933–1997), Film-, Fernseh- und Bühnenschauspieler
- Brian Mills (1933–2006), Fernsehregisseur
- Dennis Viollet (1933–1999), Fußballspieler und -trainer
- Julia Bodmer (1934–2001), Genetikerin und Ökonomin
- Angela Hartley Brodie (1934–2017), Krebsforscherin
- Walter Whitehurst (1934–2012), Fußballspieler
- Trevor Griffiths (1935–2024), Dramatiker
- Albert Scanlon (1935–2009), Fußballspieler
- Bob Harrop (1936–2007), Fußballspieler und -trainer
- Shay Brennan (1937–2000), Fußballspieler
- Ken Colley (1937–2025), Schauspieler
- Wilf McGuinness (* 1937), Fußballspieler und -trainer
- Billy Robinson (1938–2014), Ringer, Wrestler, Autor und Trainer
- Ron Atkinson (* 1939), Fußballspieler und -trainer
- Frank Blevins (1939–2013), australischer Politiker
- Simon Napier (1939–1990), Herausgeber von Blues-Zeitschriften und Inhaber einer Plattenfirma
- Dorothy Shirley (* 1939), Leichtathletin
- Art Themen (* 1939), Saxophonist
- Yvonne Blake (1940–2018), Kostümbildnerin
- Ruth Myers (* 1940), Kostümbildnerin
- Brian Priestley (* 1940), Jazzautor, Musikjournalist, Pianist und Arrangeur

### 1941 bis 1950
- Hughie Flint (* 1941), Schlagzeuger
- Roy Harper (* 1941), Singer-Songwriter
- Keith Newton (1941–1998), Fußballspieler
- David Warner (1941–2022), Schauspieler
- Howard Jacobson (* 1942), Schriftsteller und Kolumnist
- Michael Mann (* 1942), Professor
- Nobby Stiles (1942–2020), Fußballspieler
- John Taylor (1942–2015), Jazz-Pianist
- Bernard Hill (1944–2024), Film-, Fernseh- und Theaterschauspieler
- Doreen Massey (1944–2016), Geographin, Sozialwissenschaftlerin und Hochschullehrerin
- Ivor Crewe (* 1945), Politikwissenschaftler und Hochschullehrer
- Kevin Godley (* 1945), Musiker und Musikvideo-Regisseur
- Paul Hince (1945–2023), Fußballspieler und Sportjournalist
- Davy Jones (1945–2012), Schauspieler und Sänger
- Eric Stewart (* 1945), Sänger, Gitarrist und Komponist
- Mike Doyle (1946–2011), Fußballspieler
- Tommy Chase (* 1947), Jazzmusiker
- Lol Creme (* 1947), Musiker
- Peter Noone (* 1947), Musiker und Fernsehmoderator
- Timothy Reuter (1947–2002), Historiker
- Paul Young (1947–2000), Sänger
- Stan Bowles (1948–2024), Fußballspieler
- Joe Corrigan (* 1948), Fußballtorhüter und -trainer
- Roger T. Dean (* 1948), Biologe und Musiker
- Martin Hannett (1948–1991), Musikproduzent
- Nigel Osborne (* 1948), Komponist
- Mike Renshaw (1948–2021), Fußballspieler und -trainer
- Alyson Bailes (1949–2016), Gelehrte
- Michael Duff (* 1949), Physiker
- Michael Arthur Hill (* 1949), Geistlicher
- Brian Kidd (* 1949), Fußballspieler
- Erik Levi (* 1949), Musikwissenschaftler
- Ian Livingstone (* 1949), Fantasy-Autor und Unternehmer
- Susan Bailey (* 1950), Psychiaterin und Hochschullehrerin
- Genesis P-Orridge (1950–2020), Performance-Künstler, Musiker und Schriftsteller
- Ruthie Smith (* 1950), Jazzmusikerin, Sängerin

### 1951 bis 1960
- David Schofield (* 1951), Schauspieler
- Tony Burke (* 1952), Musikjournalist
- Susan Kay (* 1952), Schriftstellerin
- Peter Donohoe (* 1953), Pianist
- Steve Furber (* 1953), Professor an der Universität Manchester
- Mark James (* 1953), Golfspieler
- Peter Linnell (1953–2022), Mathematiker
- Gordon Marsden (* 1953), Politiker
- Graham Moseley (* 1953), Fußballspieler
- June Osborne (* 1953), anglikanische Bischöfin
- Ross Brawn (* 1954), Ingenieur und Motorsportmanager
- Barry Ackroyd (* 1954), Kameramann
- Tim Parks (* 1954), Schriftsteller und Übersetzer
- Nick Webb (1954–1998), Musiker und Komponist
- Alan Williams (* 1954), Schauspieler und Dramatiker
- Jan Zalasiewicz (* 1954), britisch-polnischer Geologie und Paläontologe
- Bernard Longley (* 1955), Erzbischof von Birmingham
- Graham Ward (* 1955), anglikanischer Theologe
- Andy Gill (1956–2020), Musiker und Musikproduzent
- Dave Heath (* 1956), Flötist und Komponist
- Nicholas Hytner (* 1956), Theater- und Filmregisseur
- Peter Barnes (* 1957), Fußballspieler
- Stanley Fink, Baron Fink (* 1957), Manager, CEO, Mitglied im House of Lords
- Peter Howitt (* 1957), Schauspieler, Regisseur und Drehbuchautor
- Graham Jones (* 1957), Radrennfahrer
- Barry Adamson (* 1958), Musiker
- Andy Gibb (1958–1988), Sänger
- Marty Willson-Piper (* 1958), Songwriter, Musiker und Dichter
- Gary Megson (* 1959), Fußballspieler
- Morrissey (* 1959), Sänger
- Jeanette Winterson (* 1959), Schriftsteller
- Mick Hucknall (* 1960), Musiker
- Ian McDonald (* 1960), Schriftsteller
- Roger Morris (* 1960), Dozent für klassische Philologie
- Mike Newton (* 1960), Unternehmer und Automobilrennfahrer

### 1961 bis 1970
- Lorraine Ashbourne (* 1961), Theater- und Filmschauspielerin
- Paul Baskerville (* 1961), Journalist und Radiomoderator
- John Byrne (* 1961), irischer Fußballspieler
- Gillian Gilbert (* 1961), Musikerin
- Peter Derek Hudson (* 1961), Vizeadmiral
- Richard Janssen (* 1961), niederländischer Musiker, Songwriter und Bandleader der Fatal Flowers
- Marie Purvis (* 1961), Radrennfahrerin
- Marc Riley (* 1961), Musiker
- Clive Wilson (* 1961), Fußballspieler
- Carl Cox (* 1962), Techno-DJ
- John Kovalic (* 1962), Zeichner und Illustrator
- Mike Joyce (* 1963), Musiker
- Johnny Marr (* 1963), Musiker
- James Dale Robinson (* 1963), Comic- und Drehbuchautor
- Paul Shipton (* 1963), Schriftsteller
- David Bardsley (* 1964), Fußballspieler
- Diane Charlemagne (1964–2015), Sängerin
- Damian Davey (1964–2017), Schauspieler und Sänger
- Lee Dixon (* 1964), Fußballspieler
- Paul Hanley (* 1964), Musiker
- Eugene O’Brien (* 1964), Autorennfahrer
- Jean Renshaw (* 1964), Choreografin und Regisseurin
- Linus Roache (* 1964), Film- und Theaterschauspieler
- Andy Rourke (1964–2023), Bassist
- Damon Brown (* 1965), Jazzmusiker
- Steve Coogan (* 1965), Schauspieler und Komiker
- Brandon Parker (1965–2020), Sportmanager, -promoter und Billardfunktionär
- Andrew Whitford (* 1965), neuseeländischer Radrennfahrer
- Julie Sassoon (* 1966), Pianistin und Komponistin
- Martin Baker (* 1967), Organist, Komponist und Dirigent
- Darren Barrett (* 1967), kanadischer Jazztrompeter
- Sandra Douglas (* 1967), Sprinterin
- Efan Ekoku (* 1967), nigerianischer Fußballspieler
- Noel Gallagher (* 1967), Sänger und Gitarrist
- Alan McLoughlin (1967–2021), irischer Fußballspieler
- Col Needham (* 1967), Mitbegründer und Geschäftsführer der IMDb
- Terry Phelan (* 1967), irischer Fußballspieler
- Steven Woolfe (* 1967), Politiker
- Steve Brown (* 1968), Jazzmusiker
- Howard Donald (* 1968), Musiker
- Curtis Fleming (* 1968), irischer Fußballspieler
- David Gray (* 1968), Musiker
- Chris Ofili (* 1968), Maler und Bildhauer
- Badly Drawn Boy (* 1969), Musiker und Songwriter
- Mike Freer (* 1969), Politiker
- Andy Hinchcliffe (* 1969), Fußballspieler
- Caroline Catz (* 1970), Schauspielerin
- Christopher Hacon (* 1970), Mathematiker
- Jason Orange (* 1970), Sänger und Theaterschauspieler
- Lindsay Skoll (* 1970), Regierungsbeamtin und Diplomatin

### 1971 bis 1980
- Claire Huddart (* 1971), Schwimmerin
- Wayne Jackson (* 1971), Sänger, Produzent und Songwriter
- Catherine Larsen-Maguire (* 1971), Dirigentin
- Matthew Williamson (* 1971), Modeschöpfer
- Benedict Wong (* 1971), Schauspieler
- Liam Gallagher (* 1972), Sänger
- Sérgio Schuler (* 1972), brasilianischer Skirennläufer
- Darren Campbell (* 1973), Leichtathlet
- Tony Marshall (* 1974), Schauspieler
- Nicky Butt (* 1975), Fußballspieler
- Marsha Thomason (* 1976), Schauspielerin
- Reshma Shetty (* 1977), Schauspielerin
- Sarah Storey (* 1977), Schwimmerin und Radrennfahrerin
- Christian Coulson (* 1978), Schauspieler
- Jamie Draven (* 1979), Schauspieler
- Wes Brown (* 1979), Fußballspieler
- Lisa Nandy (* 1979), Politikerin (Labour Party) und Ministerin für Kultur, Medien und Sport
- Etienne Stott (* 1979), Kanute
- Simon Webbe (* 1979), Sänger
- Alabaster DePlume (* 1980/81), Jazzmusiker, Spoken-Word-Künstler

### 1981 bis 1990
- Kate Abdo (* 1981), Journalistin
- Agyness Deyn (* 1983), Topmodel
- Tina O’Brien (* 1983), Schauspielerin
- Andy Welsh (* 1983), Fußballspieler
- Emily Beecham (* 1984), Schauspielerin
- Haris Charalambous (1984–2006), Basketballspieler
- Sacha Dhawan (* 1984), Schauspieler
- Alex Lloyd (* 1984), Rennfahrer
- Shayne Ward (* 1984), Sänger
- Ben Hanley (* 1985), Automobilrennfahrer
- Ryan Townsend (* 1985), Fußballspieler
- Lewis Chalmers (* 1986), Fußballspieler
- Matthew Crampton (* 1986), Bahnradsportler
- Matthew Berkeley (* 1987), Fußballspieler
- Ishmael Miller (* 1987), Fußballspieler
- Joseph Murray (* 1987), Boxer
- Laura White (* 1987), Sängerin
- Afshan Azad (* 1988), Schauspielerin
- Shaleum Logan (* 1988), Fußballspieler
- Reece Noi (* 1988), Schauspieler
- Jessica Taylor (* 1988), Siebenkämpferin
- David Evans (* 1989), Dartspieler
- Lois Maynard (* 1989), Fußballspieler
- Javan Vidal (* 1989), Fußballspieler
- Josh Bryceland (* 1990), Mountainbiker
- Oliver Cook (* 1990), Ruderer
- Danny Drinkwater (* 1990), Fußballspieler
- Mike Edwards (* 1990), britisch-nigerianischer Hochspringer
- Abigail Irozuru (* 1990), Weitspringerin
- Roisin Nuala Brehony (* 1990), Schauspielerin und Sängerin
- Danny Welbeck (* 1990), Fußballspieler
- David Worrall (* 1990), Fußballspieler

### 1991 bis 2000
- Kyle Bartley (* 1991), Fußballspieler
- Kate Cross (* 1991), Cricketspielerin
- Nico Mirallegro (* 1991), Schauspieler
- Nicholas Swirad (* 1991), Fußballspieler
- Hamish Watson (* 1991), Rugby-Union-Spieler
- Oliver Webb (* 1991), Rennfahrer
- Chelsea Carmichael (* ≈1992), Jazzmusikerin
- Ezekiel Fryers (* 1992), Fußballspieler
- James Tarkowski (* 1992), Fußballspieler
- Olivia Cooke (* 1993), Schauspielerin
- Kirsten McAslan (* 1993), Sprinterin
- Tyler Blackett (* 1994), Fußballspieler
- Seren Bundy-Davies (* 1994), Sprinterin
- Jessica Crampton (* 1994), Bahnradsportlerin
- Alex Etel (* 1994), Schauspieler
- Georgia Taylor-Brown (* 1994), Triathletin
- Duncan Watmore (* 1994), Fußballspieler
- Gregory Mairs (* 1994), Badmintonspieler
- Phoebe Dynevor (* 1995), Schauspielerin
- Joe Rothwell (* 1995), Fußballspieler
- Samantha Wright (* 1995), Jazzmusikerin
- Charlotte Worthington (* 1996), BMX-Radsportlerin
- Theo Graham (* 1997), Schauspieler
- Aimee Pratt (* 1997), Leichtathletin
- Marcus Rashford (* 1997), Fußballspieler
- Matthew Walls (* 1998), Radsportler
- Florent Hoti (* 2000), kosovarisch-englischer Fußballspieler

### Seit 2001
- Tommy Doyle (* 2001), Fußballspieler
- Robert Donaldson (* 2002), Radrennfahrer
- Teden Mengi (* 2002), Fußballspieler
- CJ Egan-Riley (* 2003), englisch-irischer Fußballspieler
- Will Fish (* 2003), Fußballspieler
- Micah Hamilton (* 2003), Fußballspieler jamaikanischer Abstammung
- Zidane Iqbal (* 2003), irakisch-pakistanischer Fußballspieler
- Jack Jarvis (* 2003), Cricketspieler
- Saran Nghiem (* 2003), Squashspielerin
- Finnlay Withington (* 2004), Squashspieler
- Nemzzz (* 2005 oder 2006), Rapper
- Nico O'Reilly (* 2005), Fußballspieler
- Diaana Babnicova (* 2009), Schauspielerin